# Lejeunea boliviensis
Lejeunea boliviensis là một loài Rêu trong họ Lejeuneaceae. Loài này được (Stephani) R.L. Zhu & Reiner, Maria Elena mô tả khoa học đầu tiên năm 2004.